# Telve di Sopra
Telve di Sopra là một đô thị ở Trentino ở vùng Trentino-Nam Tirol của Ý, tọa lạc cách 25 km về phía đông của Trento. Tại thời điểm ngày 31 tháng 12 năm 2004, đô thị này có dân số 619 người và diện tích là 17,8 km².
Telve di Sopra giáp các đô thị: Telve, Palù del Fersina, Torcegno và Borgo Valsugana.